# Бирлестик (Северо-Казахстанская область)
Бирлестик (каз. Бірлестік) — село в Айыртауском районе Северо-Казахстанской области Казахстана. Входит в состав Камсактинского сельского округа. Код КАТО — 593244300.

## Население
В 1999 году население села составляло 594 человека (308 мужчин и 286 женщин). По данным переписи 2009 года, в селе проживало 591 человек (298 мужчин и 293 женщины).